# Гидеон Столбери
Гидеон Столбери (на шведски: Gideon Ståhlberg) e шведски шахматист (гросмайстор от 1950 г.) и съдия по шахмат. Автор е на шахматна литература.
Според сайта chessmetrics.com най-високото ЕЛО на шведа е 2675 (1948), което го поставя тогава на 6-о място в света.
Столбери е шампион на Швеция през 1927 г. и шампион на Скандинавия две години по-късно. Става известен в шахматния свят, когато печели мачове срещу Рудолф Шпилман и Арон Нимцович през 1935 г.
Участва в 3 междузонални турнира:
- 1948 – 6 – 9 място с Игор Бондаревски, Мигел Найдорф и Сало Флор;
- 1952 – 5 – 8 място с Юрий Авербах, Светозар Григорич и Ласло Сабо;
- 1955 – 17 – 18 място с Артур Бисгайер.

Умира в Ленинград, докато се готви за участие в международен турнир, провеждан в града.

## Турнирни резултати
- 1935 –  Сопот (1 м.)
- 1935 –  Йоребру (1 м.)
- 1936 –  Хелзинки (3 м.)
- 1936 –  Маргейт (3 м.)
- 1937 –  Сопот (2 м.)
- 1937 –  Стокхолм (2 м.)
- 1939 –  Кемери (2 – 3 м.)
- 1939 –  Бад Харцбург (2 м.)